# Takayoshi Ishihara
Takayoshi Ishihara (født 17. november 1992) er en japansk fodboldspiller, som spiller for den japanske fodboldklub Vegalta Sendai.